# FIFA Football 2004
FIFA Football 2004, i Nordamerika kallat FIFA Soccer 2004, är ett fotbollsspel från EA Sports, som släpptes 2003. De tre spelarna på fodralet är Alessandro Del Piero (Juventus FC), Thierry Henry (Arsenal FC), och Ronaldinho (Brasilien). Det är det första fotbollsspelet med lag från lägre divisioner.

### Fotnoter
1. ↑  Games (på engelska), läs online, läst: 19 februari 2025.[källa från Wikidata]
2. ↑  ”FIFA Soccer 2004” (på engelska). Mobygames. 22 mars 2003. http://www.mobygames.com/game/fifa-soccer-2004. Läst 18 juni 2016.